# Ratměřice
Ratměřice (en allemand : Radmierschitz) est une commune du district de Benešov, dans la région de Bohême-Centrale, en République tchèque. Sa population s'élevait à 303 habitants en 2020.

## Géographie
Ratměřice se trouve à 13 km au sud-ouest de Vlašim, à 17 km au sud-sud-est de Benešov et à 54 km au sud-est de Prague.
La commune est limitée par Jankov à l'ouest et au nord, par Veliš et Zvěstov à l'est, et par Jankov et Neustupov au sud.

## Histoire
La première mention écrite de la localité date de 1220.

## Administration
La commune se compose de trois quartiers :
- Ratměřice
- Hrzín
- Skrýšov